# Hsu Chin-te
Hsu Chin-te (nascido em 1 de fevereiro de 1966) é um ex-ciclista taiwanês que competiu no ciclismo nos Jogos Olímpicos de Verão de 1984.